# 波尔多足球俱乐部

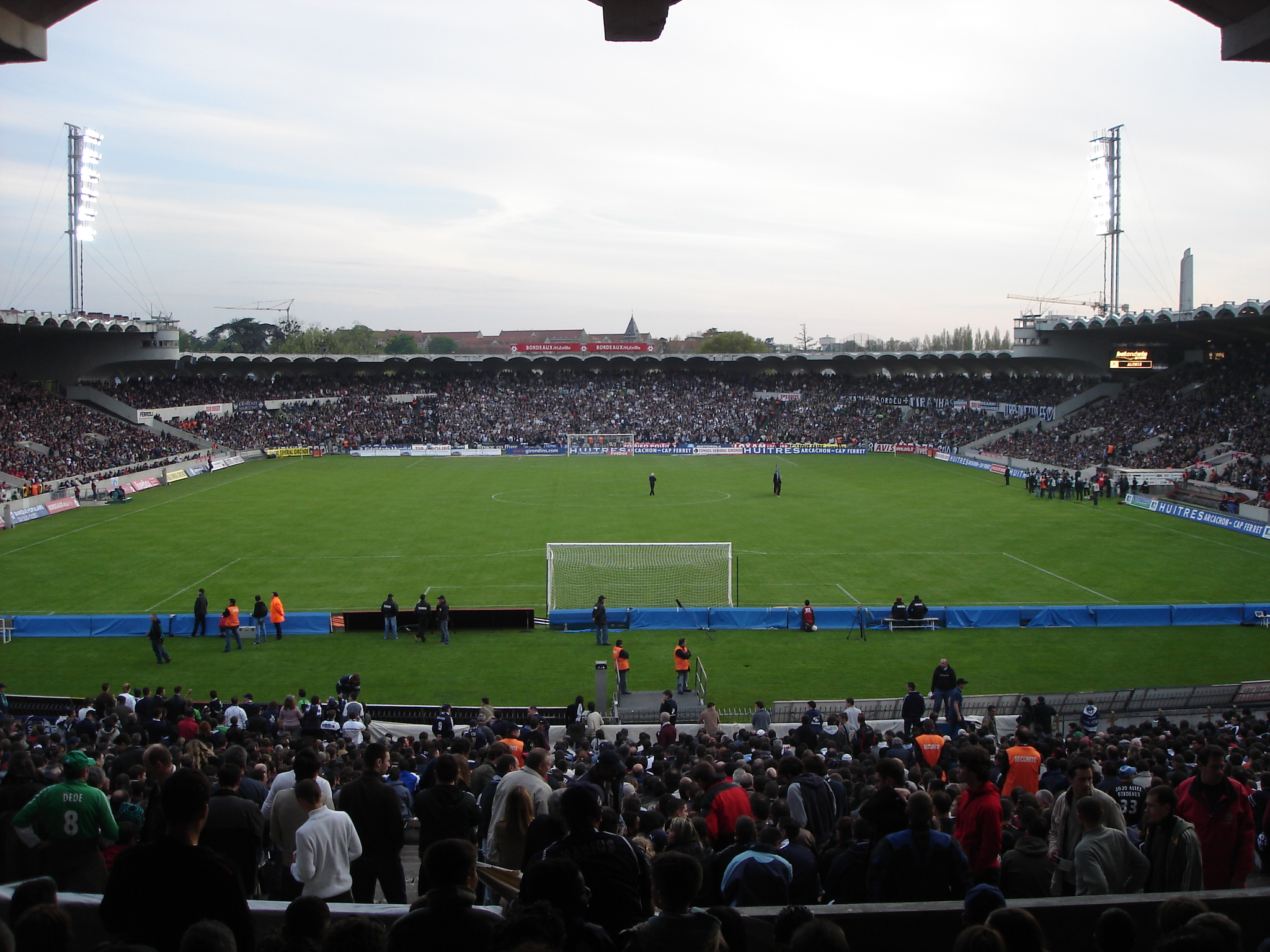
查班·迪馬斯球場

波爾多·吉倫特足球會（法語：Football Club des Girondins de Bordeaux，法語發音：[ʒiˈrɔ̃diŋ də bɔʁdo]，簡稱 Girondins de Bordeaux或更簡單的Bordeaux）是位於法國西南部吉倫特省的首府波尔多的足球會，於1881年成立，主場是可容納35,200人的沙邦-戴爾馬球場（Stade Chaban Delmas），現時在法國足球乙級聯賽比賽。波爾多曾經六度贏得法國甲組聯賽冠軍，包括1950年、1984年、1985年、1987年、1999年及2009年。波爾多自2001年開始成為法國電視台的全資附屬機構。
波爾多在歐洲賽事最大成就是1996年晉身歐洲足協盃決賽，當時波爾多是獲得歐洲足協圖圖盃冠軍得以參加歐洲足協盃，稍後他們由第一圈一直殺入決賽階段，曾經半準決賽階段迎戰意大利球隊AC米蘭，在首回合作客落後2球環境之下，次回合以3比0大破對方奇蹟地反勝出線。在歐洲足協盃決賽，波爾多兩回合以1比5不敵實力雄厚的拜仁慕尼黑而結束神奇的歐洲之旅。
2024年7月，因破產宣布将正式放弃职业足球俱乐部的身份，现有球员的合同将被终止，球队的训练中心将无限期关闭。

## 歷史簡介
波爾多是在1882年2月1日以體育會名義成立，最初它純粹是一個體育會，直到1910年才成立足球部，成為波爾多足球俱樂部。1919年波爾多首次參與正式聯賽，但那時只是業餘球會，到1937年才把球隊職業化。
二次大戰前波爾多一直在低組別聯賽打滾，直到1945年才正式升上聯賽，但很快降回乙組。1949年波爾多贏得法國乙組聯賽冠軍，隨後一季竟能贏得首個法甲冠軍。但這個成績僅曇花一現，之後波爾多成績一直平平，更多次在低組別聯賽打滾。
一直到八十年代波爾多才正式起飛，贏得三個法甲聯賽冠軍、兩個法國杯冠軍，連續幾年出席歐洲賽事。可惜踏入九十年代，波爾多又突然成績下滑降落乙組，直到不久波爾多升上甲組，得以出席歐洲賽場，並在1996年贏得歐洲足協杯亞軍。
2023-24 赛季结束后，波尔多被行政降级至法国第三级别联赛。尽管俱乐部最初对该决定提出上诉，但后来撤回了上诉。
2024 年 7 月 25 日，俱乐部宣布将正式放弃职业足球俱乐部的身份，现有球员的合同将被终止，球队的训练中心将无限期关闭

### 重要時刻
- 1881/82年 - 成立體育會「les Girondins」。
- 1910年 - 創立足球部。
- 1919年 - 正式參與正式聯賽。
- 1941年 - 首個法國杯冠軍。
- 1945年 - 首次升上甲組。
- 1950年 - 首個法甲冠軍。
- 1984年 - 首次參與歐洲聯賽冠軍杯。
- 1987年 - 成聯賽和杯賽雙冠王。
- 1996年 - 首次打入歐洲足協杯決賽。
- 2024年 - 因债务问题正式放弃职业足球俱乐部的身份，现有球员的合同将被终止，球队的训练中心将无限期关闭

## 球會榮譽
| 榮譽                  | 次數        | 年度                                                             |
| 本 土 聯 賽           | 本 土 聯 賽 | 本 土 聯 賽                                                      |
| --------------------- | ----------- | ---------------------------------------------------------------- |
| 法國甲組足球聯賽 冠軍 | 6           | 1949/50年, 1983/84年, 1984/85年, 1986/87年, 1998/99年, 2008/09年 |
| 法國乙組足球聯賽 冠軍 | 1           | 1991/92年                                                        |
| 本 土 盃 賽           |             |                                                                  |
| 法國盃 冠軍           | 4           | 1940/41年, 1985/86年, 1986/87年, 2012/13年                       |
| 聯賽盃 冠軍           | 3           | 2001/02年, 2006/07年, 2008/09年                                  |
| 超級盃 冠軍           | 3           | 1986年，2008年，2009年                                           |
| 歐 洲 賽 事           |             |                                                                  |
| 冠軍                  | 1           | 1995/1996年                                                      |
| Coppa delle Alpi 冠軍 | 1           | 1980年                                                           |

## 著名球星
| - 派屈克·巴第斯滕（Patrick Battiston） - 柏賓（） - 簡東拿（Eric Cantona） - 德尚（） - 杜明尼治（Raymond Domenech） - 多米尼克·德羅普希（Dominique Dropsy） - 让·马克·费雷里（Jean-Marc Ferreri） - 吉雷瑟（Alain Giresse） - 李沙拉素（Bixente Lizarazu） - 麥哥特（Johan Micoud） | - 羅奇（） - 泰簡拿（Jean Tigana） - 車素（） - 菲利普·維爾克盧塞（Philippe Vercruysse） - 韋托特（Sylvain Wiltord） - 哥古夫（Yoann Gourcuff） - 艾杜亞度（Eduardo Costa） - 德尼尔森 - 保莱塔（Pauleta/Pedro Miguel Pauleta） - 费尔南多·查蘭拿（Fernando Chalana） - 列卡甸奴（Ricardinho） - 沙維積（Niša Saveljić） - 韋莫斯（Marc Wilmots） | - 查馬克（Marouane Chamakh） - 阿洛夫斯（Klaus Allofs） - 穆勒（） - 奧布拉尼亞克（Ludovic Obraniak） - 謝斯柏·奧臣（Jesper Olsen） - 威姆·基夫（Wim Kieft） - 安素·史斯富（Enzo Scifo） |

## 外部連結
- 波尔多官方網站（法文） （页面存档备份，存于）